# QtParted
QtParted è un software open source per il sistema operativo Linux che permette di creare, ridimensionare e gestire le partizioni.
Il programma usa la libreria GNU Parted ed è costruito con il toolkit grafico Qt.
Come GNU Parted, QtParted supporta il ridimensionamento delle partizioni con file system NTFS, usando l'utility esterna ntfsresize.